# George Hedley (cầu thủ bóng đá thập niên 1910)
George Hedley là một cầu thủ bóng đá người Anh từng thi đấu ở vị trí trung vệ.

## Sự nghiệp
Hedley ký hợp đồng với Bradford City vào tháng 3 năm 1910 sau khi thi đấu bóng đá địa phương, và rời câu lạc bộ trong năm đó. Trong thời gian ở Bradford City ông có 2 lần ra sân ở Football League.